# Got It?
Got It? – debiutancki minialbum południowokoreańskiej grupy Got7, wydany 20 stycznia 2014 roku przez JYP Entertainment i dystrybuowany przez KT Music. Płytę promował główny singel „Girls Girls Girls”. Sprzedał się w nakładzie 61 488 egzemplarzy w Korei Południowej (stan na wrzesień 2016).

## Lista utworów
| CD | CD                                             | CD                        | CD                        | CD                                      | CD      |
| Nr | Tytuł utworu                                   | Tekst                     | Kompozycja                | Aranżacja                               | Długość |
| -- | ---------------------------------------------- | ------------------------- | ------------------------- | --------------------------------------- | ------- |
| 1. | „Hello” (kor. 여보세요 Yeoboseyo)              | Noday, Chole              | Noday, Chole              | Noday                                   | 3:37    |
| 2. | „Girls Girls Girls”                            | J.Y. Park "The Asiansoul" | J.Y. Park "The Asiansoul" | J.Y. Park "The Asiansoul", Hong Ji-sang | 3:34    |
| 3. | „I Like You” (kor. 난 니가 좋아 Nan Niga Joha) | J.Y. Park "The Asiansoul" | J.Y. Park "The Asiansoul" | J.Y. Park "The Asiansoul", Hong Ji-sang | 3:23    |
| 4. | „Follow Me” (kor. 따라와 Ttarawa)              | S. bros bluesun           | S. bros                   | S. bros                                 | 3:09    |
| 5. | „Like Oh”                                      | Lee Woo-min               | Lee Woo-min, Crizzy & Guy | Lee Woo-min, Fredrik "Fredro" Ödesjö    | 3:38    |
| 6. | „Playground”                                   | mr. cho                   | mr. cho                   | mr. cho                                 | 3:33    |

## Notowania
| Lista                    | Pozycja |
| ------------------------ | ------- |
| Gaon Weekly Album Chart  | 2       |
| Gaon Monthly Album Chart | 11      |
| Gaon Yearly Album Chart  | 43      |
| Billboard World Albums   | 1       |
| Five Music (Tajwan)      | 15      |